# کارونا
کارونا (به ایتالیایی: Carona) یک کومونه در ایتالیا است که در استان برگامو واقع شده‌است.

## خصوصیات
کارونا ۴۴٫۰ کیلومترمربع مساحت و ۳۷۶ نفر جمعیت دارد و ۱٬۱۱۰ متر بالاتر از سطح دریا واقع شده‌است.